# Piotr Guzowski
Piotr Guzowski (ur. w 1975 w Białymstoku) – historyk, doktor habilitowany nauk humanistycznych, specjalizujący się w historii gospodarczej, demografii historycznej i historii środowiskowej.

## Życiorys
Studiował historię na Uniwersytecie w Białymstoku. Uczeń Andrzeja Wyczańskiego, pod którego kierunkiem w 2007 r. obronił doktorat zatytułowany Zasoby pieniężne ludności chłopskiej na przełomie średniowiecza i czasów nowożytnych (XV-XVI w.) na tle europejskim. W 2020 r. habilitował się na podstawie pracy Demografia rodziny szlacheckiej w Polsce przedrozbiorowej. Studium demograficzne. Od 1999 zatrudniony na Uniwersytecie w Białymstoku. Sekretarz działającego tam Centrum Badań Struktur Społecznych i Gospodarczych Przednowoczesnej Europy Środkowo-Wschodniej. W latach 2017–2018 pracował również w Instytucie Historii PAN, a od 2023 r. pracownik Uniwersytetu Wileńskiego. W 2023 r. postdoctoral researcher w Max-Planck-Institut für Geoanthropologie. Od 2011 r. członek redakcji Roczników Dziejów Społecznych i Gospodarczych od 2016 r. zastępca redaktora naczelnego. Od 2024 r. członek Komitetu Nauk Historycznych PAN.
Jego badania dotyczą przede wszystkim gospodarki i społeczeństwa Korony i Wielkiego Księstwa Litewskiego w średniowieczu i czasach nowożytnych. Publikował na temat rozwoju i funkcjonowania folwarku, gospodarki chłopskiej, rozwoju gospodarczego, ekonomicznej roli instytucji religijnych, demografii stanu szlacheckiego. Kontynuując perspektywę Andrzeja Wyczańskiego, opowiada się za wykorzystywaniem w badaniach historycznych technik kwantytatywnych i metody porównawczej.

## Publikacje
- Chłopi i pieniądze na przełomie średniowiecza i czasów nowożytnych, Kraków 2008.
- Demografia rodziny szlacheckiej w Polsce przedrozbiorowej. Studium demograficzne, Białystok 2019.
- Changing Economy – Models of Peasant Budgets in 15th and 16th century Poland, “Continuity and Change” 20 (2005), nr 1, s. 9-25.
- The influence of exports on grain production on Polish royal demesne farms in the second half of the sixteenth century, “Agricultural History Review” 59 (2011), s. 312-327.
- Village court records and peasant credit market in fifteenth- and sixteenth-century Poland, "Continuity and Change” 29 (2014), nr 1, s. 115-141.
- Did the Black Death Reach the Kingdom of Poland in the Mid-Fourteenth Century?, "Journal of Interdisciplinary History" 53 (2022), nr 2, s. 193-223.